# Det russiske linjeskib "Asow" og en fregat til ankers på Helsingørs red
Det russiske linjeskib "Asow" og en fregat til ankers på Helsingørs red er et maleri af C.W. Eckersberg fra 1828.

## Motiv
Billedet viser flere skibe ved Kronborg Slot nær Helsingør. Dominerende er det russiske linjeskib "Azov". Til højre herfor en fregat til ankers. På billedet i baggrunden et tremastet skib for fulde sejl og i forgrunden et mindre fartøj, angiveligt en lodsbåd. Kronborg ses i baggrunden til venstre. Havet er uroligt med mindre skumtoppe. Himlen er delvist overskyet.

## Historie
Eckersberg havde med stor omhu forberedt maleriet og havde blandt andet lånt konstruktionstegninger til linjeskibe af den danske marine.
Forud for billedet lavede Eckersberg en tegning, der viste linjeskibet og fregatten. Tegningen formodes at være lavet i august 1828. Skitsen er lavet i pen, sort blæk over blyant. Papirmål 580x475 mm.
I sin dagbog skrev Eckersberg den 7. juli 1828: "..I Eftermiddags ankom paa Rheden et russisk Linieskib og en Fregat fra Middelhavet, disse havde været med i Bataillen ved Navarino.." (på Morea, nu Pilos på Peloponnes i Grækenland). Bataillen var et søslag, der havde fundet sted den 20. oktober 1827 mellem en osmannisk/egyptisk flåde og en engelsk/fransk/russisk flåde som del af den græske frihedskrig.
I dagbogen den 8. juli noteres: "Det russiske Linieskib og Fregat vare gaaede under Seil..". Under den 30. august er noteret: "Malet Luften til et Søestykke" og den 1. september "Optegnet et Linieskib til Ankers paa Lærredet". Senere, den 17. december, noteres "Arbeidet paa Søstykket og blevet færdig dermed. Det forestiller et russisk Linieskib, og en Fregat, til Ankers paa Helsingørs Reed. Linieskibet ses agter fra i en Kabellængdes Afstand, foran dette krydser en Lodsbaad, i omtrent 1½ Kabellængde foran Linieskibet ligger Fregatten, flere Skibe og Baade sees.."
På baggrund af dagbogsnotaterne formodes, at der er tale om et konstrueret motiv inspireret af de to for motivet centrale fartøjers ophold på Reden ved København. De fartøjer, der på daværende tidspunkt opholdt sig her, var linjeskibet "Hanhuth" og fregatten "Provorenoy". Skibet "Azov" opholdt sig derimod på Reden den 20.-24. juli 1827. Også ved denne lejlighed var Eckersberg på Amager, beså skibet fra den russiske flåde på vej til søslaget og "Tegned", som det noteres i dagbogen den 24. juli. At de to skibe skulle have ligget for anker på Helsingør red kan ikke dokumenteres. Billedet er således komponeret. Navnet "Azov" på skibet er formentlig ligeledes en konstruktion. Det antages, at der er tale om skibene "Hanhuth" og "Provorenoy", og at navnet blot er overført.
Foruden skitsen med de to skibe findes endnu en skitse af et andet skib. Eckersberg har på tegningen skrevet "Dette Skib sees i en Afstand af 400 Fod, og ligger under en Vinkel af 10 Grader". Skibet har meget store ligheder med hovedskibet på den anden skitse men er ikke ganske identisk med dette. Synsvinklen er nøjagtigt den samme. Også denne skitse dateres til 1828.
Det færdige maleri må således formodes at være udarbejdet efter to forudgående skitser.